# Olympische Sommerspiele 1996/Teilnehmer (Lesotho)
| Gelbes Symbol für Goldmedaillen mit stilisierten Olympischen Ringen | Graues Symbol für Silbermedaillen mit stilisierten Olympischen Ringen | Braundes Symbol für Bronzemedaillen mit stilisierten Olympischen Ringen |
| ------------------------------------------------------------------- | --------------------------------------------------------------------- | ----------------------------------------------------------------------- |
| —                                                                   | —                                                                     | —                                                                       |

Lesotho nahm bei den Olympischen Sommerspielen 1996 in der US-amerikanischen Metropole Atlanta mit neun Sportlern, vier Frauen und fünf Männern, in fünf Wettbewerben in einer Sportart teil.
Seit 1972 war die sechste Teilnahme Lesothos bei Olympischen Sommerspielen.

## Flaggenträger
Der Chef de mission, Jessie Mathunta, trug die Flagge Lesothos während der Eröffnungsfeier am 19. Juli im Centennial Olympic Stadium.

## Teilnehmer nach Sportarten

### Leichtathletik
- Mpho Morobe
400 Meter: Vorläufe
4 × 400 Meter: Vorläufe

- Thabiso Ralekhetla
Marathon: 29. Platz

- Isaac Seatile
4 × 400 Meter: Vorläufe

- Motlatsi Maseela
4 × 400 Meter: Vorläufe

- Makoekoe Mahanetsa
4 × 400 Meter: Vorläufe

- Lineo Shoai
Frauen, 200 Meter: Vorläufe
Frauen, 4 × 100 Meter: Vorläufe

- Sebongile Sello
Frauen, 4 × 100 Meter: Vorläufe

- M’apotlaki Ts'elho
Frauen, 4 × 100 Meter: Vorläufe

- Nteboheleng Koaeana
Frauen, 4 × 100 Meter: Vorläufe